# Ditzingen
Ditzingen (pronunciación en alemán: /ˈdɪt͡sɪŋən/ⓘ) es una ciudad alemana perteneciente al distrito de Luisburgo de Baden-Wurtemberg.
A 31 de diciembre de 2015 tiene 24 633 habitantes.
Se conoce la existencia de la localidad desde el año 769, cuando se menciona con el nombre de Tizingen en un documento de la abadía de Lorsch. Durante siglos fue un lugar de poca importancia, que a partir del siglo XIV fue incorporado a Württemberg. Comenzó a desarrollarse como poblado ferroviario a partir de 1866, cuando se instaló aquí una estación del Ferrocarril de la Selva Negra. En el segundo tercio del siglo XX, Ditzingen experimentó un considerable aumento de población al integrarse en el área metropolitana de Stuttgart, adquiriendo en 1966 el estatus de ciudad. El territorio de la ciudad aumentó con la anexión de los antiguos municipios de Schöckingen y Heimerdingen en 1971 y Hirschlanden en 1975.
Se ubica sobre la carretera 81, unos 5 km al noroeste de Stuttgart.